# 卡尔·戈斯勒
卡尔·戈斯勒（德語：Carl Goßler，1885年4月17日—1914年9月9日），德国男子赛艇运动员。他曾代表德国参加1900年夏季奥林匹克运动会赛艇比赛，获得男子四人单桨有舵手金牌。